# Луций Квинкций Цинциннат
Лу́ций Кви́нкций Цинцинна́т (лат. Lucius Quinctius Cincinnatus; родился, предположительно, около 519 года до н. э. — умер после 439 года до н. э.) — римский военачальник из патрицианского рода Квинкциев Цинциннатов, консул (или консул-суффект) 460 года до н. э., двукратный диктатор (в 458 и 439 годах до н. э.). Считался одним из национальных героев раннего периода Римской республики, образцом добродетели и простоты. Был в постоянной оппозиции к плебеям, сопротивлялся предложению Терентилия Арсы составить письменный кодекс законов, уравнивающий в правах патрициев и плебеев. Цинциннат жил в скромных условиях, занимаясь сельским хозяйством на своей ферме. Из-за полулегендарного образа сведения о его жизни настолько искажены, что узнать о действительной его судьбе очень сложно.

## Биография

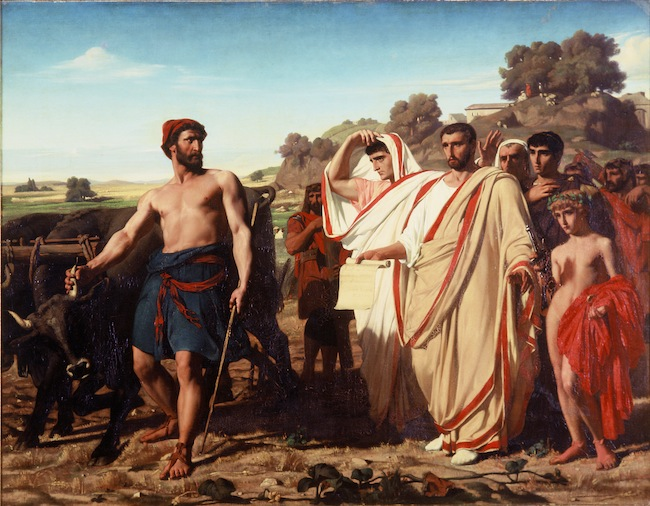
Художник Франсуа Леон Бенувиль. Цинцинната избирают диктатором.

В первый раз Цинциннат был назначен диктатором, когда племя эквов с востока и вольсков с юго-востока начали угрожать Риму, окружив римскую армию в Альгидских горах. Римский сенат упросил Цинцинната занять пост диктатора для спасения города.
Согласно римским анналистам (Титу Ливию и др.), Цинциннат в то время занимался земледелием и знал, что его отъезд может привести к голоду в семье, если в его отсутствие земля останется незасеянной. Тем не менее, он согласился и через 6 дней разбил эквов и вольсков у Альгидских гор. По прошествии четырнадцати дней правления он вновь вернулся к занятиям сельским трудом. Его немедленная отставка и отказ от власти после окончания кризиса часто приводились как пример хорошего руководства, служения общественному благу, гражданской добродетели и скромности.
Во второй раз он стал диктатором в 439 году до н. э. для подавления восстания плебеев.
Благодаря беглому сообщению Ливия известно, что супруга Луция Квинкция принадлежала к Рацилиям.

## В искусстве
Изображение Цинцинната встречается в искусстве Нового времени как иллюстрация скромности. В частности, на картине Тьеполо в Эрмитаже он изображён одетым по-крестьянски, с плугом и вилами. А прибывающие в его имение римские воины вручают ему регалии власти — меч и жезл.
Имя Цинциннат носит главный герой романа Владимира Набокова «Приглашение на казнь».

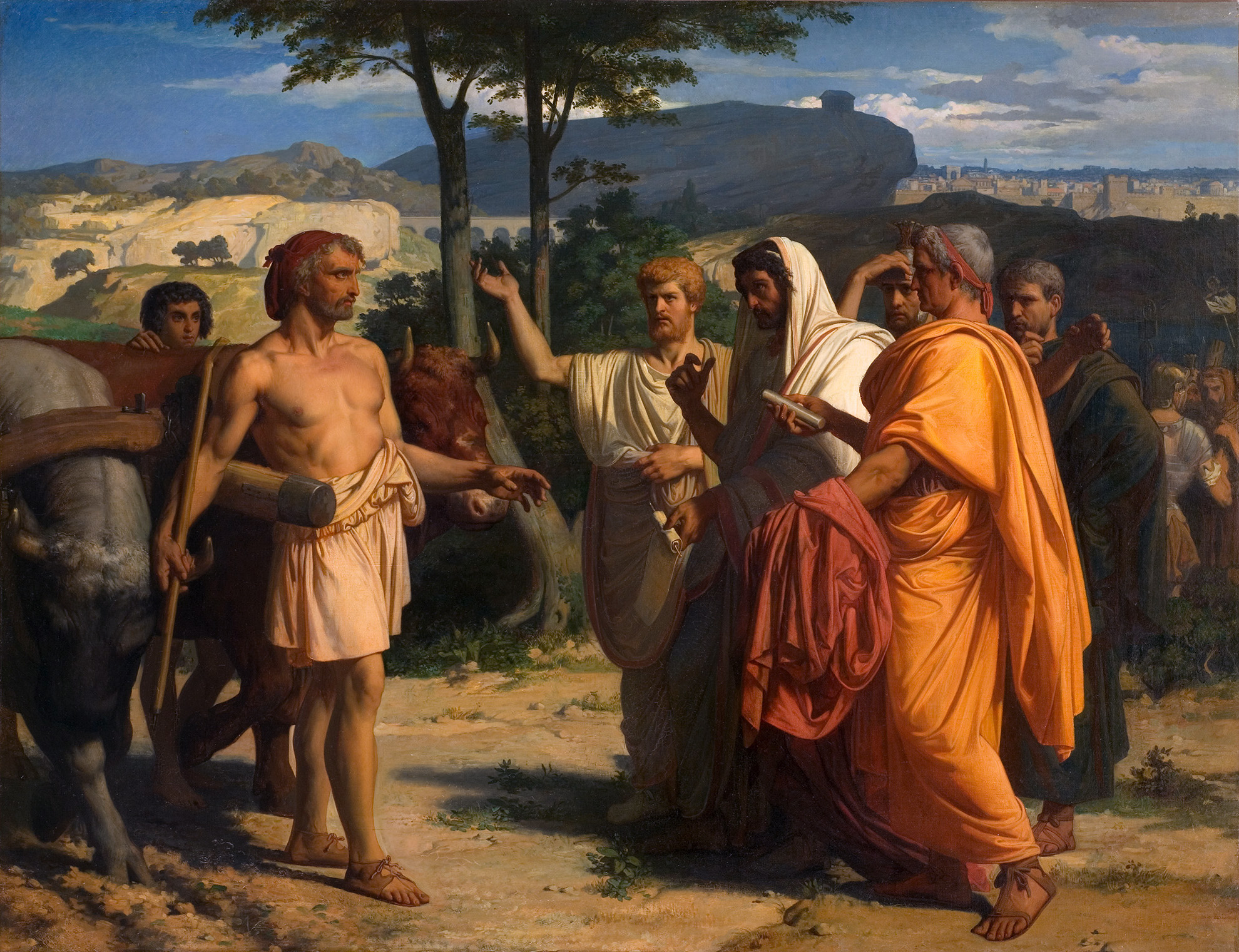
«Цинциннат принимает депутатов Сената», 1843, художник Александр Канабель

## Наследие
В честь Цинцинната названы город Cincinnatus в штате Нью-Йорк, США, Орден Цинцинната (от которого получил название американский город Цинциннати, штат Огайо).